# Spice Lisp
Spice Lisp est un dialecte du langage de programmation Lisp, créé par le projet Spice à l'université Carnegie-Mellon aux États-Unis au début des années 1980, et spécialement conçu pour les machines PERQ et son système Accent.
Spice Lisp évolua par la suite en implémentation Common Lisp, dans CMUCL, puis utilisé pour le développement de l'éditeur de texte Hemlock.